# Макапагал, Диосдадо
Диосдадо Макапагал (28 сентября 1910 — 21 апреля 1997) — филиппинский президент в 1961—1965 годах.

## Биография
Родился 28 сентября 1910 года в Лубао, Пампанга, Центральный Лусон. Окончил университет Санто-Томас по специальности гражданское право. Далее работал в качестве адвоката в Маниле. В 1941 году служил советником по правовым вопросам в администрации президента. В годы второй мировой войны преподавал в университете. Именно в это время умерла его первая жена Пурита Дела Роса. От неё у него было двое детей — Сьело и Артуро. Сьело позднее стал вице-губернатором Пампанга. Потом Диосдадо женился на Еве Макапагал (Масаэрег), в браке с которой родилась Глория Макапагал-Арройо, так же как и отец ставшая президентом Филиппин.
С 1946 по 1949 год работал в министерстве иностранных дел, в 1949 году по настоянию тогдашнего губернатора Пампанги Джо Лингада баллотироваться в Палату представителей, где и работал с 1949 по 1957 год. 12 ноября 1957 года был избран вице-президентом республики от Либеральной партии, набрав на 116 тыс. голосов больше, чем президент от Партии националистов (электорат голосовал раздельно за кандидатов на два высших поста в стране). В результате Макапагал, ставший лидером оппозиционной Либеральной партии, вынужден был на протяжении четырёх лет сотрудничать с президентской администрацией. В ноябре 1961 года Макапагал был избран президентом Филиппин, добившись перевеса в 600 тыс. голосов над Карлосом Полестико Гарсией. В 1965 году уступил на выборах кандидату Национальной партии Фердинанду Маркосу. В 1971 году Макапагал был избран председателем Конституционной конвенции, которая разработана документ, ставший в 1973 году конституцией. В 1979 году организовал Национальный союз освобождения, оппозиционный к режиму Маркоса.
Похоронен на Кладбище Героев в Тагиге.